# Moussa Traoré (president)

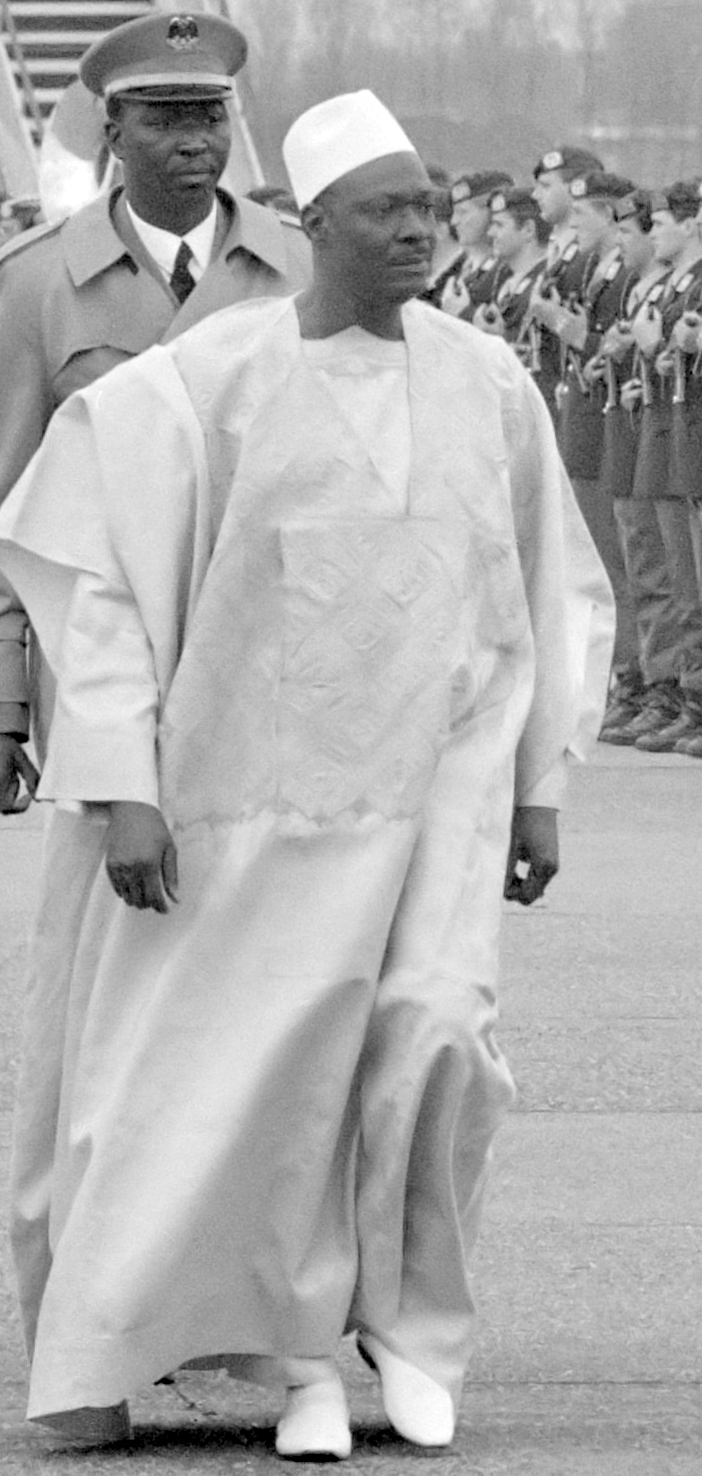
President Traoré in 1989

Moussa Traoré (Kayes, 25 september 1936 – Bamako, 15 september 2020) was een Malinees militair en politicus, die president van zijn land was tussen 1968 en 1991. 
Traoré volgde een militaire opleiding in Frankrijk en diende na de onafhankelijkheid van Mali in 1960 in het leger van zijn land. Als luitenant nam hij in 1968 deel aan de militaire staatsgreep die president Modibo Kéita van de macht verdreef. Traoré werd als voorzitter van het Comité Militaire de Libération Nationale (CMLN, Militaire Commissie van Nationale Bevrijding) de nieuwe president. En in september 1969 nam hij ook de functie van premier over van Yoro Diakité. In 1974 liet hij een nieuwe grondwet aannemen en in 1979 maakte het militair bewind plaats voor een burgerregering onder leiding van de Union Démocratique du Peuple Malien (UDPMI), de partij geleid door Traoré. In 1979 en 1985 werd Traoré met respectievelijk 99,99% en 98% van de stemmen tot president gekozen bij verkiezingen, waarbij hij telkens de enige kandidaat was voor het presidentschap.
In maart 1991 braken er onlusten uit, die door het bewind van Traoré bloedig werden neergeslagen. Op 26 maart vond er echter een militaire staatsgreep plaats, waarbij Traoré werd afgezet. Hij werd ter dood veroordeeld, maar kreeg gratie in 2002 en trok zich daarna terug uit het politieke leven. Hij overleed op 83-jarige leeftijd.